# Distretto di Pınarhisar
Il distretto di Pınarhisar è uno dei distretti della provincia di Kırklareli, in Turchia.